# شايلي شوبرا
شايلي شوبرا صحفية هندية ومؤلفة ورائدة أعمال وهي مؤسسة «هي تلفزيون الشعب» وهي منصة لتشجيع النساء بقصص من قدووات لهن وإلهامهن بمحادثات مختلفة حول النساء وما يهمهن. كصحفية أعمال اشتهرت بالعمل في إن دي تي في-الربح وإي تي إن أو دبليو وفازت عام 2012 بجائزة رامناث جوينكا للتميز في صحافة الأعمال من بين العديد من الجوائز الأخرى. ثم تحولت بعد ذلك إلى كونها رائدة أعمال وألفت أربعة كتب. ومشاريعها هي قناة المرأة الهندية «هي تلفزيون الشعب» والجولف كم. وتشمل كتبها ناشط نسائي بواسطة بينجيون وعندما كنت 25 بواسطة المنزل العشوائي واتصال كبير لمواقع التواصل الاجتماعي والسياسة الهندية بواسطة المنزل العشوائي والطيور فالأعمال بواسطة كتب تيمز.

## الحياة السابقة
ولدت شايلي تشوبرا في جالاندهار في 21 يوليو 1981 في البنجاب لأنييل وسومان. أنيل شوبرا طيار مقاتل متقاعد من سلاح الجو الهندي. في عام 1998 أنهت تشوبرا تعليمها في معهد اليوبيل الذهبي للقوات الجوية في نيودلهي. أنهت تشوبرا درجة الماجستير في البث والتلفزيون من دفعة 2002 من الكلية الآسيوية للصحافة «تشيناي». تدربت على البث مع هيئة الإذاعة البريطانية في مدرسة الصحافة. عملت في سي إن بي سي وإن دي تي في وإي تي إن أو دبليو

## الحياة المهنية
عملت مع إن دي تي في 24*7 كمحرر شؤون الأسواق والشركات وفي ربح-إن دي تي في كمحرر أخبار أول وقد عملت في الشركة لأكثر من خمس سنوات ثم مع إي تي إن أو دبليو لمدة ثلاث سنوات وقد غطت أيضًا الأحداث الدولية مثل مجموعة العشرين والمنتدى الاقتصادي العالمي ومؤتمر بريتون وودز 2011 وقمة الهند الاقتصادية ومؤتمر التجزئة العالمي. تم اختيارها كواحدة من أكثر 50 امرأة تأثيرًا في الهند في مجال الإعلام والتسويق والإعلان من قبل مجلة تأثير.
ذكرت تشوبرا وزوجها شيفناث ثوكرال أيضًا على الهواء مباشرة من خارج فندق تاج محل في مومباي خلال الهجمات الإرهابية في 26/11. وكانت المذيعة الرئيسية لـ إي تي إن أو دبليو قبل أن تصبح رائدة أعمال. كما قدمت عرضًا على لعبة الجولف بعنوان «وقت الشاي مع شيلي».
أطلقت موقعًا إلكترونيًا رقميًا باسم هي تلفزيون الشعب في عام 2015 والذي يركز على صحافة المرأة. استثمر أناند ماهيندرا في هذا الموقع. كما كانت أيضًا شريكة رسمية لمبادرات حكومية مثل «فلتبدأي أيتها الهند فلتبدأي أيتها الهند» و «صنع في الهند».

## الجوائز
فازت بجائزة أخبار التلفزيون لأفضل مراسلة باللغة الإنجليزية في جميع أنحاء الهند في عام 2007، وفي وقت لاحق في عام 2008 فاز برنامجها التجاري والجولف العمل في الدورة بجائزة أفضل عرض. وفي مارس 2010 فازت تشوبرا بجائزة أفضل مقدم أعمال وتم تكريمها بجائزة امرأة منجزة. وحازت شوبرا على جائزة رامناث جوينكا للتميز في صحافة الأعمال في حفل جوائز التعبير الهندي آر إن جي لعام 2012.

## الفهرس
- Chopra، Shaili (2012). Birdies in Business. The Times Group Books. ISBN:978-9382299110.
- Chopra، Shaili (2014). The Big Connect: Politics in the Age of Social Media. Random Business. ISBN:9788184006087.
- Chopra، Shaili (2014). When I Was 25. Random House Publishers India Private Limited. ISBN:978-8184004472.
- Chopra، Shaili (2018). Feminist Rani. Penguin India. ISBN:978-0143442875.

## الروابط الخارجية

### المقابلات
- نساء من أجل العمل: http://www.womenforaction.org/2017/03/interview-with-prolific-journalist-in.html
- الرئيس التنفيذي الهندي: https://indianceo.in/interviews/shaili-chopra-founder-shethepeople-talks-indianceo/
- الحياة الشخصية والأهداف: https://thehauterfly.com/women-on-top/women-in-digital-shaili-chopra-she-the-people/
- النسوية راني: https://penguin.co.in/news-and-press-releases/womens-day-penguin-excited-announce-acquisition-feminist-rani-meghna-pant-shaili-chopra/